# Louise Robinson
Louise Robinson (Mirfield, 1 december 1965) is een wielrenster en veldrijdster uit Verenigd Koninkrijk.
In 2000 nam Robinson voor Groot-Brittannië deel aan de Olympische Zomerspelen in Athene op het onderdeel mountainbike. Hier eindigde ze op de 15e plek. Op het Wereldkampioenschappen veldrijden 2000 behaalde ze de tweede plek, en daarmee de zilveren medaille.
In 2005 werd Robinson de eerste vrouwelijke Brits nationale kampioene veldrijden.